# PPŠ-41 Špagin
PPŠ-41 Špagin (rusky Пистолет-пулемёт Шпагина, pistolet-pulemjot Špagina, Špaginův samopal, zkratka ППШ) byl samopal sovětské výroby, jedna z nejproslulejších zbraní druhé světové války. Do výzbroje sovětské armády byl zaveden v prosinci 1940, široce používán byl zejména v zemích Varšavské smlouvy a rozvojových státech ještě dlouho po válce.

## Vývoj
PPŠ-41 byl pokračovatelem starších typů PPD-1934/38 a PPD-1940. Tento nový typ byl navržen konstruktérem G. S. Špaginem, kterému se podařilo odstranit neduhy předchozích typů. V porovnání se starším samopalem PPD byl tento samopal přesnější, jednodušší a méně nákladný a náročný na výrobu. Do výzbroje byl Rudou armádou přijat v roce 1941, ovšem rozsáhlejší výroba započala až v roce 1942. Celkem bylo do roku 1947 vyrobeno přes 5 miliónů kusů, z toho drtivá většina v sovětských zbrojních závodech. Malá část samopalů válečné produkce (asi 10 000 ks) však vyšla z íránské kulometky v Teheránu.

## Konstrukce

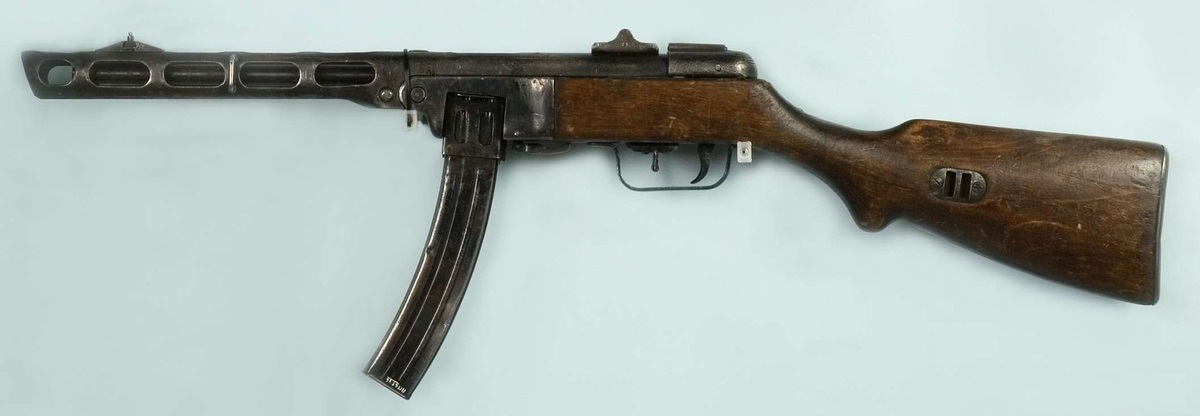
PPŠ-41 z roku 1942 se zásobníkem na 35 nábojů

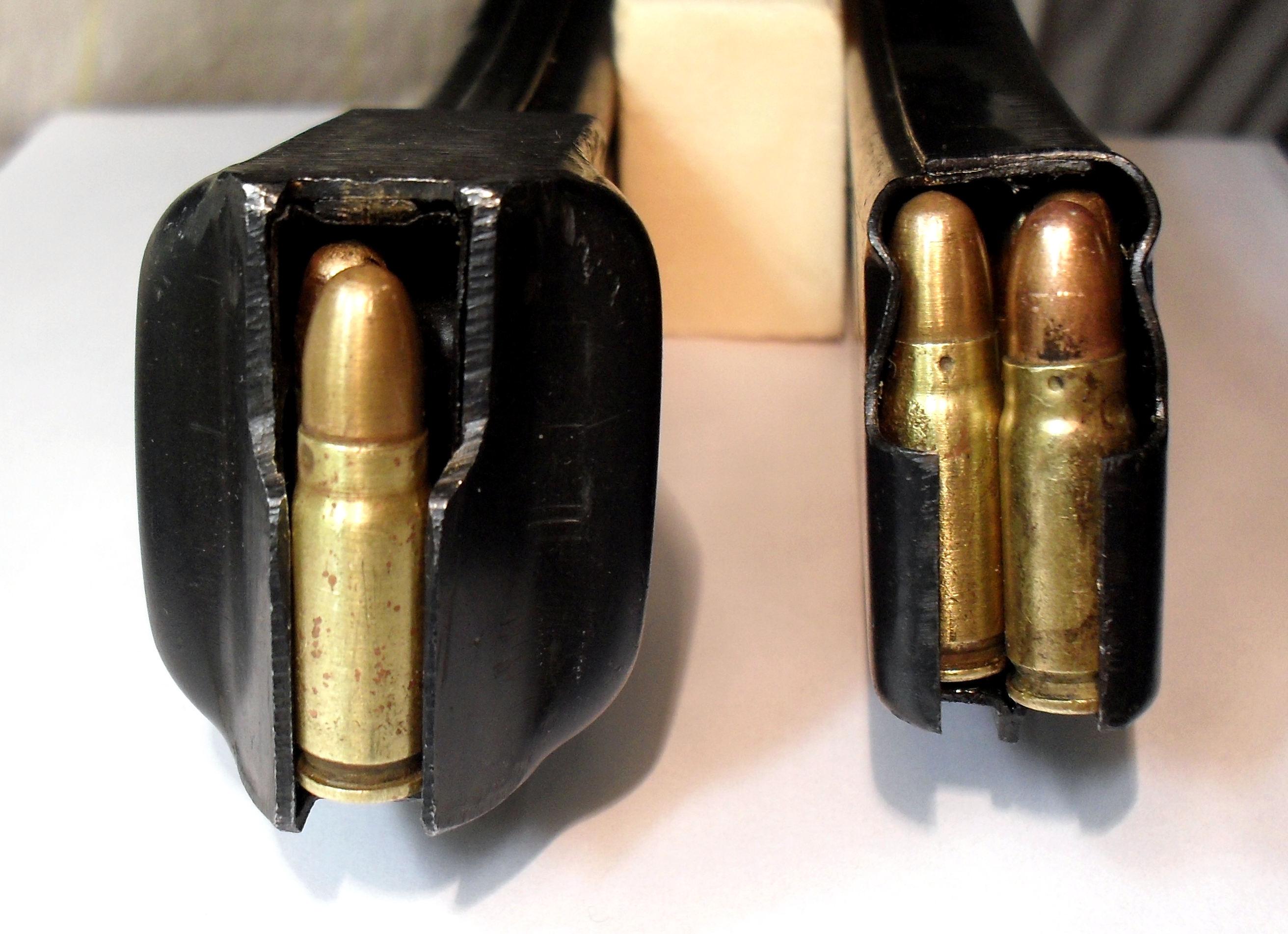
Zásobník PPŠ (vlevo) v porovnání PPS (vpravo)

Vzhledově se podobal svým předchůdcům PPD, šlo ale o zcela jinou konstrukci. Jeho výroba probíhala nejen ve zbrojovkách, ale i v mnoha dříve civilních závodech. Měl pouzdro závěru spojené s pláštěm hlavně, masivní neuzamčený závěr s pojistkou na napínací páce, přepínač způsobu střelby před jazýčkem spouště. Původní varianta měla stavitelné klapkové hledí s maximální hlední dálkou 1000 metrů, což byl ze strany konstruktéra optimismus hraničící s nedostatkem soudnosti (uvedená hodnota je cca 5× větší, než činí reálný dosah mířené palby ze samopalu na pistolový náboj). Jiná tvrzení praví, že první stavitelná mířidla této zbraně nemohla skutečně být funkční v souvislosti s reálným dostřelem zbraně. Většina zbraní však obdržela jednoduché překlápěcí hledí, určené pro střelbu do 200 m.
Samopal PPŠ-41 používá pistolový náboj 7,62 × 25 mm Tokarev, což je střelivo vyznačující se značným výkonem co do průraznosti či délky dráhy střely. Původní vojenské střelivo používající ocelovou střelu má fatální průraznost. Je možné uvést, že tento druh náboje má dopadovou energii nejméně 750 Joule. Bez větších problémů prorazí ocelový plech o síle až 4 mm. Reálný dostřel PPŠ-41 je nejméně 1000 metrů, pro porovnání lze použít výkon vojenské pistole TT-33, která používá stejný náboj. Uvedená pistole vykazovala při střelbě dostřel více než 900 m. Samozřejmě přesnost střelby je na takovou vzdálenost již velmi špatná. Nicméně je potřeba si uvědomit, že po celé dráze je střela smrtelná. Pistole má hlaveň s délkou 116 mm.
Délka hlavně uvedeného samopalu je 265 mm a velmi dobrá přesnost střelby jednotlivými ranami je určitě 100 metrů. Pokud však střelec střílel v boji na velký či objemný cíl, např. stojící letadla či nákladní auta atd., mohl určitě tento cíl bez větších problémů zasáhnout, protože střela vzdálenost 1 000 m jistě dosáhla. Lze tedy tvrdit, že stavitelná mířidla prvních PPŠ-41 měla jistě svůj význam. Pozdější změna mířidel samopalu, kde jen překlapnutím na vzdálenost 100 a 200 metrů se pouze omezila volba vzdálenosti střelby na cíl. Tato technická změna byla způsobena především snahou o zjednodušení a zrychlení výroby zbraně.

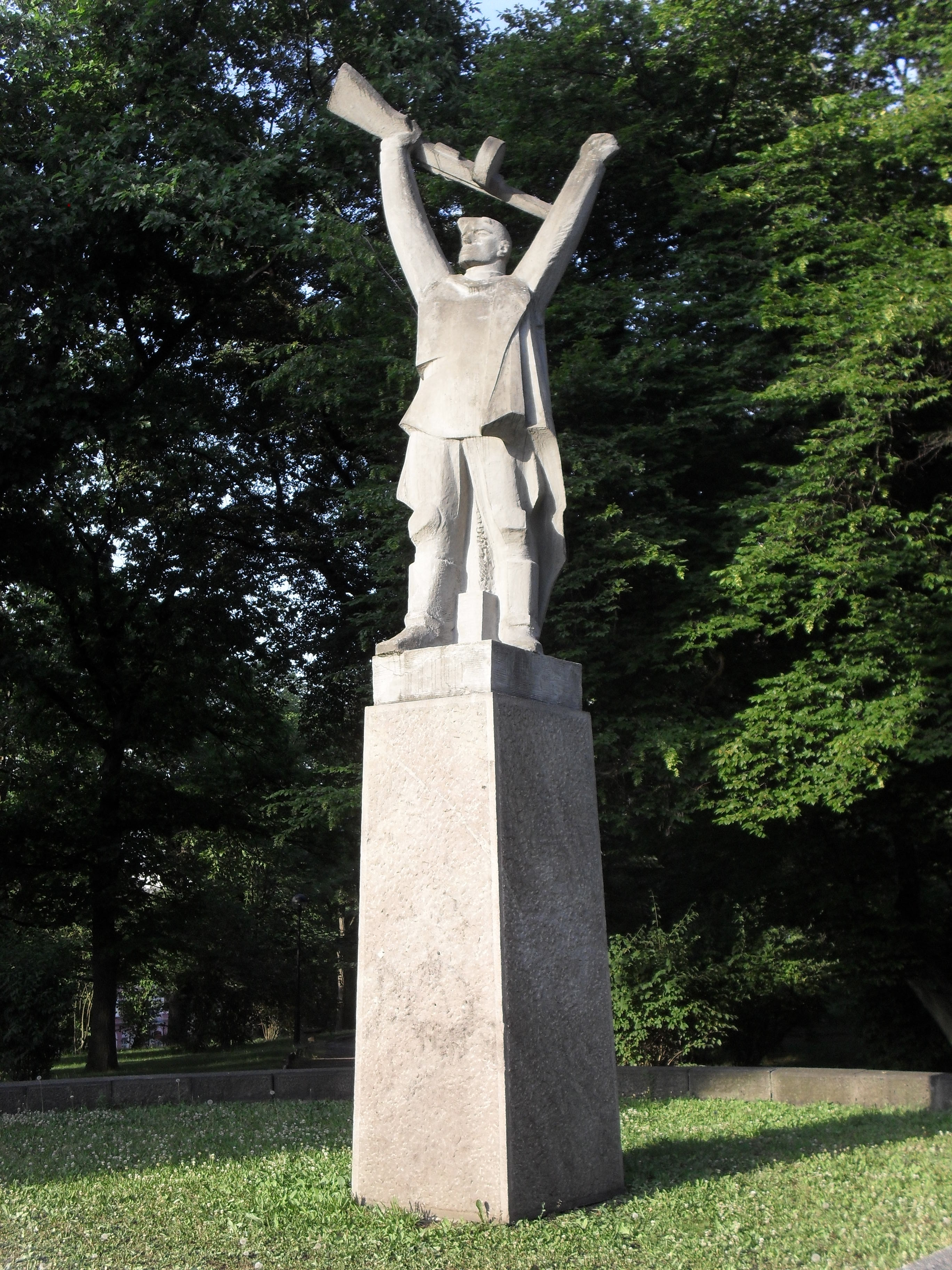
Pomník padlých Sovětů s vyobrazeným PPŠ-41 Špagin v lázeňském městě Teplice
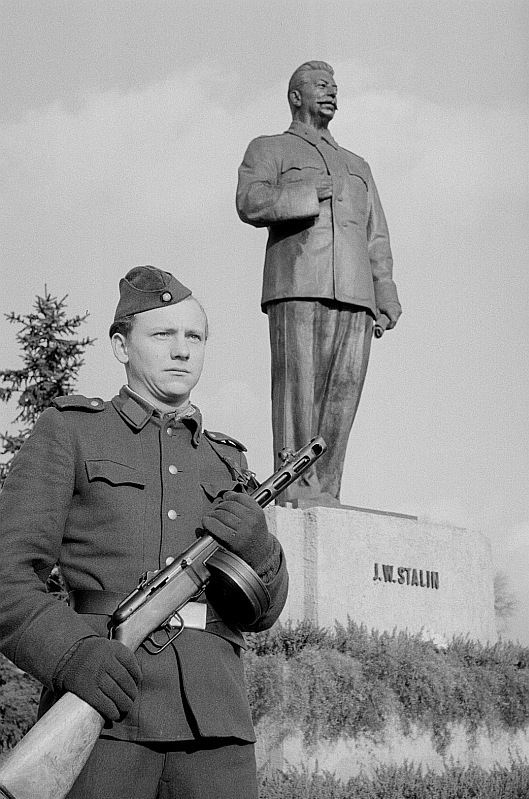
Čestná stráž s PPŠ-41 u Stalinova pomníku - Lipsko, NDR. Fotografie z roku 1953.
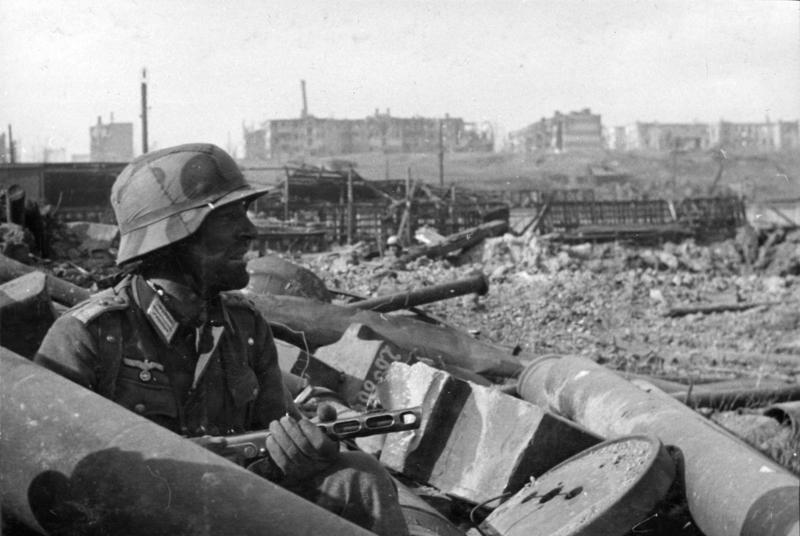
Voják Wehrmachtu s ukořistěným PPŠ-41 v bitvě u Stalingradu.
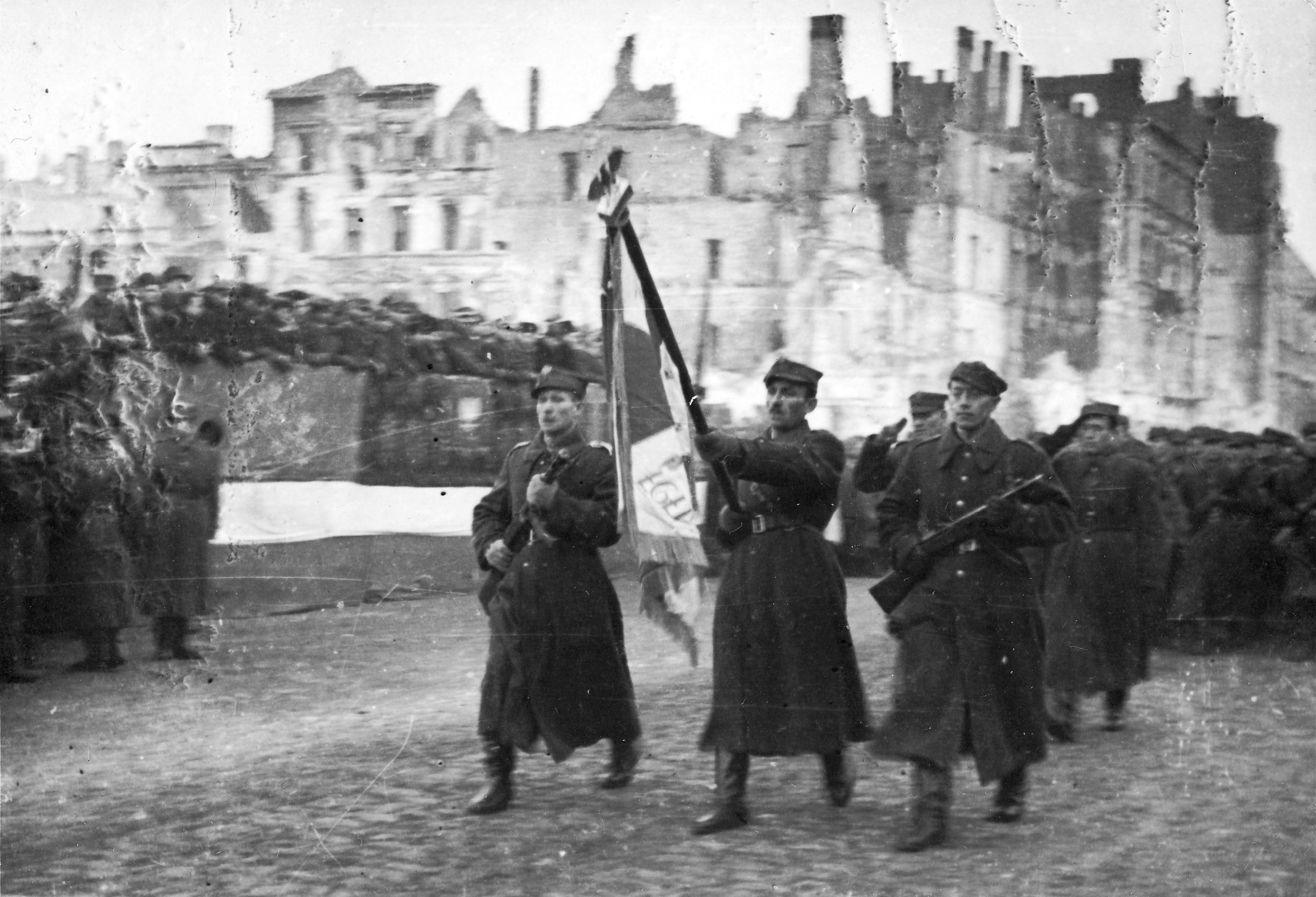
Vojáci 1. polské armády se samopaly Špagin.
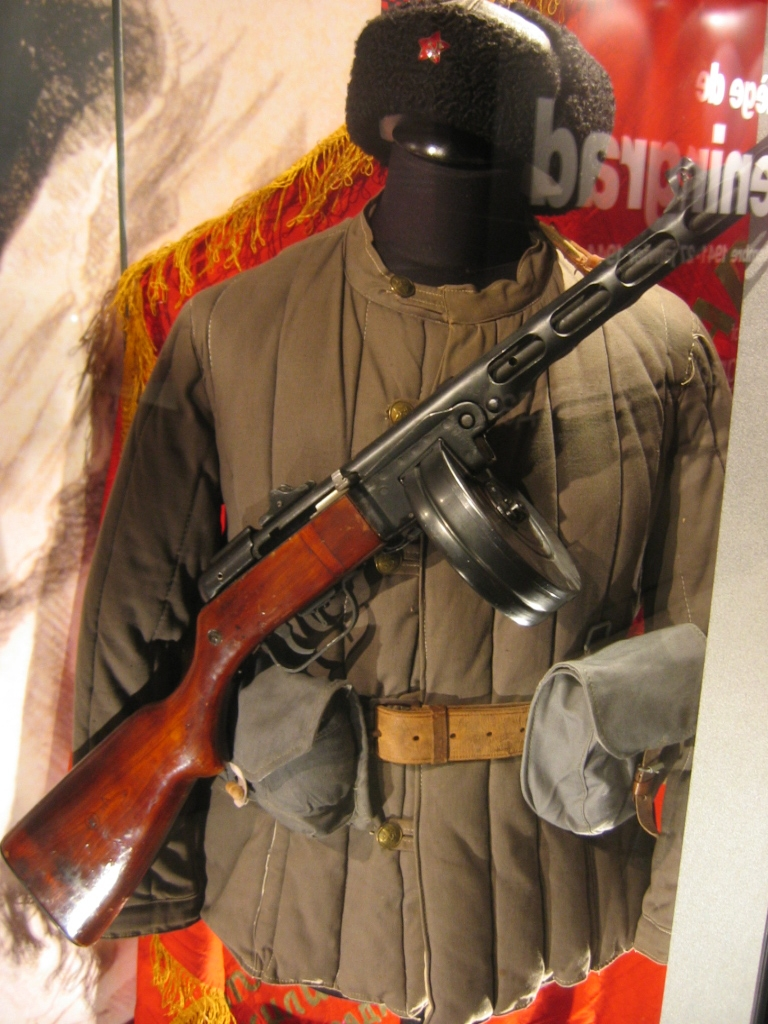
Replika uniformy řadového sovětského vojáka a PPŠ-41.

Plášť vpředu přesahující hlaveň je šikmo seříznut a uzavřen ocelovou destičkou s otvorem pro průlet střel (otvor má průměr 11 mm, kdežto střely cca 7,62 mm) Úsťová část pláště má tři výřezy (dva boční a jeden horní). Tyto otvory slouží jako kompenzátor a úsťová brzda, kdy při výstřelu tlačí prachové plyny unikající z vývrtu hlavně zbraň zároveň dopředu a dolů.
PPŠ-41 rozhodně nebyl dokonalou zbraní. Vrchní část pouzdra závěru, lisovaná z jednoho plátu kovu společně s pláštěm hlavně, měla po čase tendenci se deformovat a ohýbat v důsledku namáhání rázy vznikajícími při střelbě. Vratný systém závěru byl opatřen fíbrovým nárazníkem, uloženým v zadní části pouzdra, který se dost rychle opotřebovával. Ruští vojáci však v pro ně typické improvizaci tento problém řešili tím, že si v polních podmínkách vyráběli jinak nedostatkové náhradní nárazníky z tvrdého dřeva.

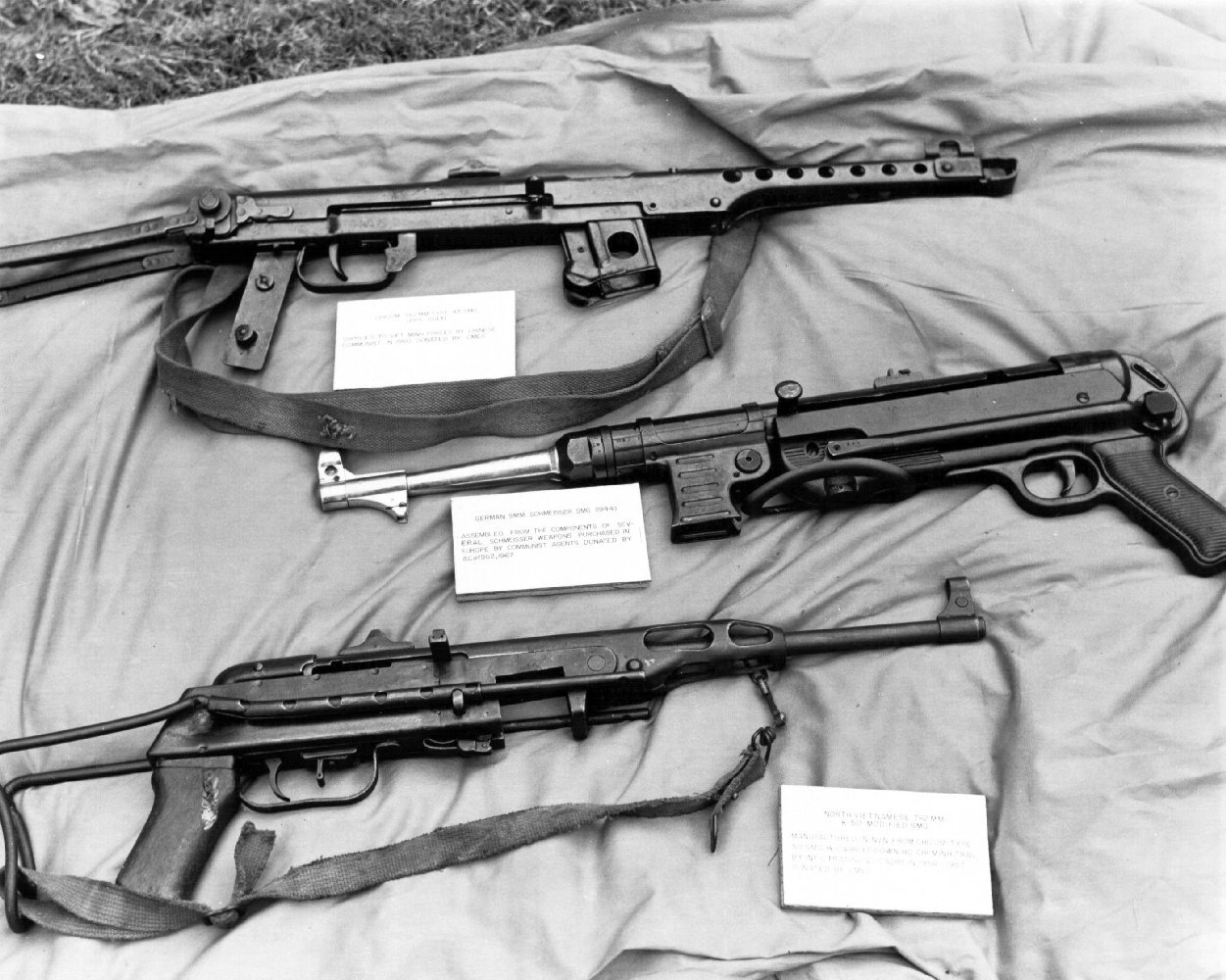
Sbírka ukořistěných zbraní vietnamské lidové armády. Od shora: PPS-43, MP 40, K-50M (asijská verze PPŠ-41).

Bubnový zásobník používaný u prvních výrobních sérií měl sice značnou kapacitu, ale nevynikal žádnou zvláštní spolehlivostí. Zádržky při podávání byly nejčastější u prvních a posledních 10 nábojů v zásobníku. Navíc byl těžký a nedal se doplňovat náboji, dokud nebyl úplně vyprázdněn - při otevření bubnu totiž napnutá pružina podávacího mechanismu vymrštila zbylé náboje ze zásobníku a rozházela je po okolí. Kromě toho vyprazdňování zásobníku při střelbě dosti zásadním způsobem měnilo těžiště zbraně. Zavedení jednoduššího, spolehlivějšího a lehčího zásobníku segmentového tvaru s kapacitou 35 nábojů bylo tedy zcela logickým řešením.
Dokonce i v podmínkách uspěchané válečné výroby si všechny PPŠ-41 podržely charakteristickou vymoženost ruských vojenských zbraní: tvrdě chromovaný vývrt hlavně. Použitý náboj 7,62 × 25 mm Tokarev vytváří při výstřelu v hlavni značné teploty a tlaky. Vrstva tvrdochromu omezovala erozi (vypalování) materiálu hlavně a krom toho bránila korozi vývrtu v důsledku používání nábojových zápalek na bázi třaskavé rtuti (Ozbrojené síly Ruské federace zřejmě tyto zápalky upřednostňují dodnes, neboť v extrémně nízkých teplotách vykazují vyšší spolehlivost zážehu než zápalky s moderní netoxickou složí). Při výrobě prvních sérií samopalů údajně dokonce došlo na využití hlavní starých vyřazených vojenských pušek Mosin-Nagant 1891, když byly rozřezány napůl a každá tak poskytla hlaveň pro dva samopaly PPŠ (A. B. Žuk).
Ohromující byla kadence – neuvěřitelných 900 až 1000 ran za minutu, další jeho výhodou byla jeho nenáročná údržba. Obsluhu PPŠ-41 zvládali i vystresovaní, promrzlí a zcela nedostatečně vycvičení branci bez technického (nebo vůbec jakéhokoli) vzdělání.

## Další technická data
- Hmotnost plného zásobníku (bubnový): 1,84 kg
- Hmotnost plného zásobníku (schránkový): 0,680 kg
- Kapacita zásobníku: 71 nebo 35 nábojů
- Princip činnosti: využití zpětného rázu dynamického /neuzamčeného/ závěru
- Způsob palby: polo-/plně automatická

## Služba mimo SSSR

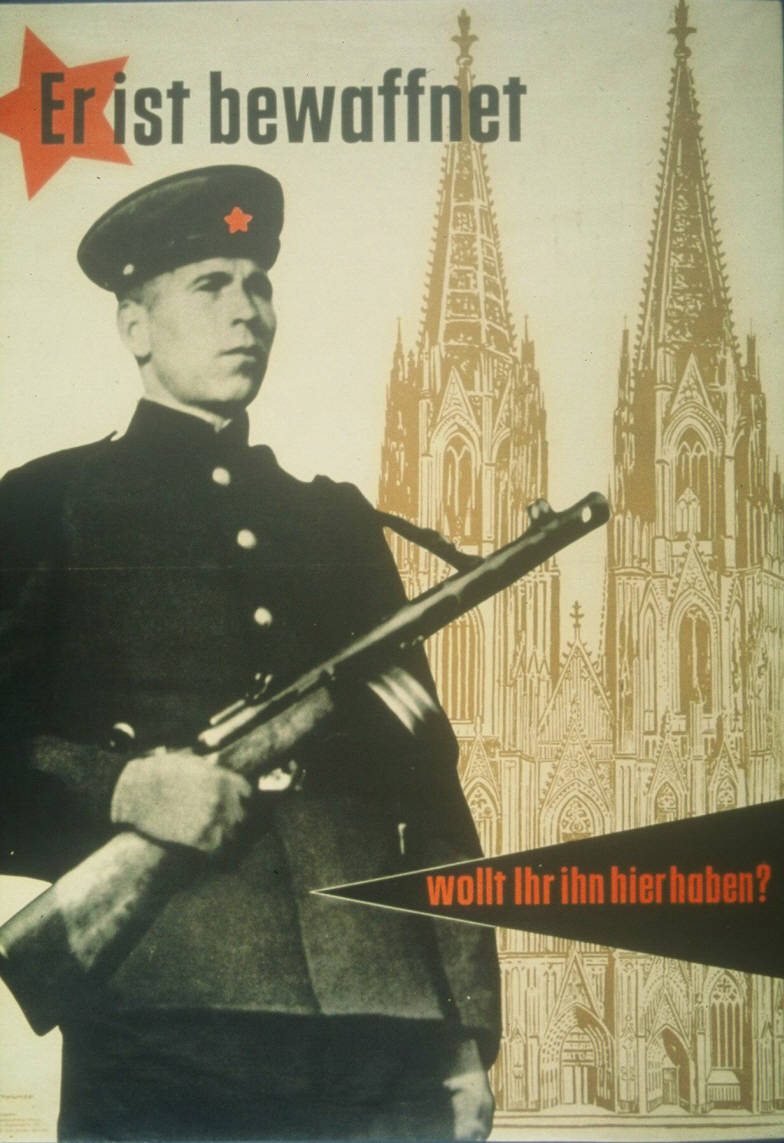
Sovětsky voják se Špaginem na volebním plakátu západoněmecké CDU (1953).

Samopal byl oblíbenou kořistí vojáků wehrmachtu, kteří ho oceňovali zejména v boji zblízka. Proto byl zaveden i v německé armádě jako MP 717(r) – „r“ v označení znamená russisch („ruský“) – případně upraven výměnou hlavně z MP 40 na náboj 9 mm Luger, upraven na používání zásobníku z MP 40 a označen jako MP 41(r). Samopal PPŠ-41 sloužil po válce v celé řadě armád, československou nevyjímaje. Poslední kusy byly z ČSLA pravděpodobně vyřazeny až na přelomu 50. a 60. let s nástupem nové kategorie vojenských zbraní – útočných pušek na náboj středního balistického výkonu, u nás reprezentovaných typem Sa. vz. 58. Licenčně se vyráběl v Číně a ve Vietnamu na jeho konstrukčním základě vznikl samopal K-50. Se svým typickým designem se pepeška stala jakousi ochrannou známkou a charakteristickým znakem vojáků Rudé armády, a dodnes je k vidění na mnoha obrazech, sochách a pomnících v zemích bývalého východního bloku.